# Le Palais-sur-Vienne
Le Palais-sur-Vienne (tiếng Occitan: Lu Palaiç) là một xã của tỉnh Haute-Vienne, thuộc vùng Nouvelle-Aquitaine, miền trung nước Pháp.